# Hemisphaerius cassidoides
Hemisphaerius cassidoides är en insektsart som beskrevs av Walker 1862. Hemisphaerius cassidoides ingår i släktet Hemisphaerius och familjen sköldstritar. Inga underarter finns listade i Catalogue of Life.